# Zhongli Quan

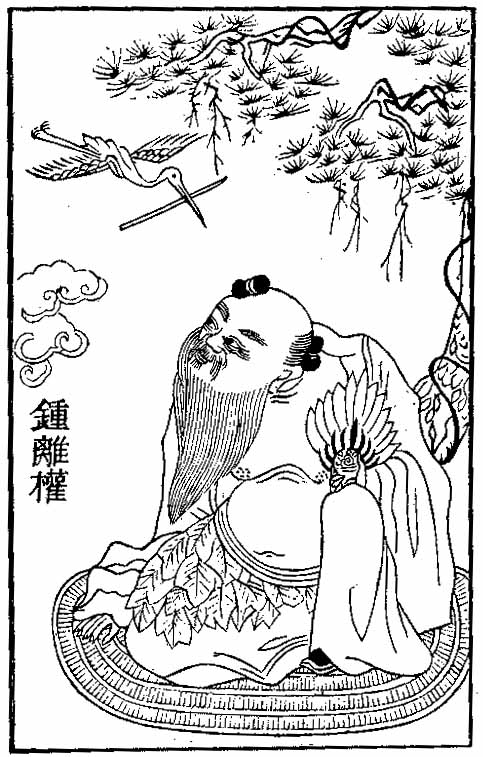
Zhongli Quan

Zhongli Quan (chinesisch 鐘離權), auch Zhong Li Quan (Han Chung Li) ist ein berühmter daoistischer Unsterblicher der chinesischen Mythologie. Er gehört zur Gruppe der Acht Unsterblichen. Des Weiteren war er ein Alchimist und General während der Han-Dynastie. Er hält den Pfirsich des ewigen Lebens in der Hand.
Zhongli Quan wird häufig mit einem Fächer dargestellt. Er ist zuständig für das Militär.